# Pietre runiche di Sigtrygg

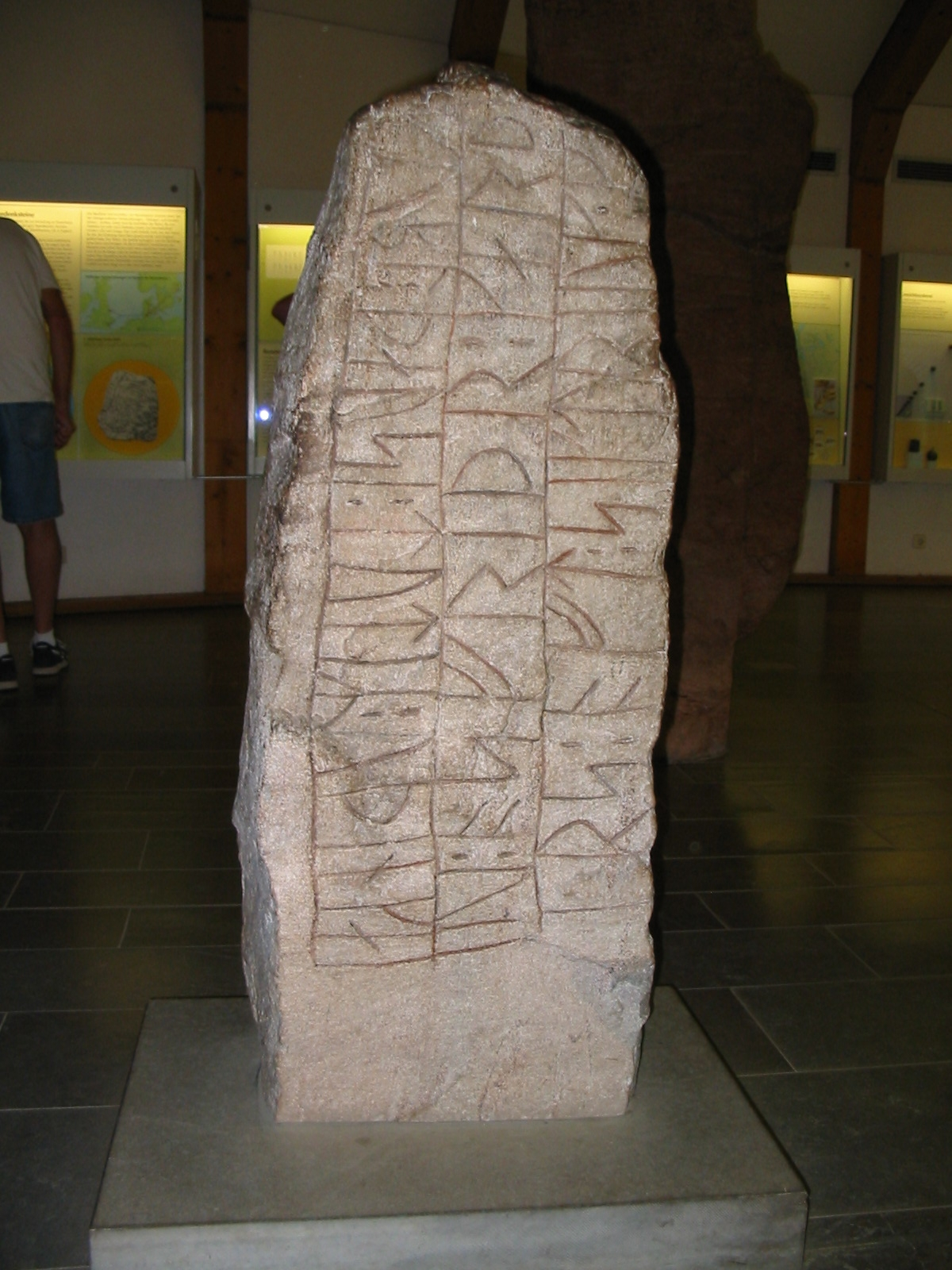
Pietra runica DR 4 eretta per Sigtrygg dalla madre

Le due pietre runiche di Sigtrygg, chiamate DR 2 e DR 4 nel catalogo Rundata, sono due delle pietre runiche di Hedeby rinvenute a Schleswig-Holstein, Germania, che durante l'epoca vichinga faceva parte della Danimarca. Le pietre furono erette in memoria del re danese Sigtrygg Gnupasson dalla madre Ásfriðr. Assieme al racconto di Adamo da Brema, queste due pietre rappresentano la prova della presenza della Casa di Olaf sul trono danese.
Le pietre sono state datate a dopo il 934, dato che Vitichindo di Corvey dice che re Gnupa, citato in entrambe le iscrizioni, fu obbligato a pagare un tributo al re tedesco in quell'anno.

## DR 2
La DR 2 fu rinvenuta ad Haddeby a Schleswig-Holstein nel 1797. In prima battuta, gli studiosi considerarono la scelta di parole e rune di questa pietra, comparata con quella della DR 4 ed insieme ad altre iscrizioni, quale prova dell'influenza svedese in Danimarca durante il X secolo. Ad esempio, nonostante la DR 2 e la DR 4 usino entrambe l'alfabeto Fuþark recente, la DR 2 usa rune in stile "tratti corti" per le rune "n" ed "a". Questa ipotesi è stata smontata in tempi recenti dopo che si ebbe dimostrato che era dovuta ad una cattiva datazione di un'altra pietra, ed alla possibile errata interpretazione di alcune delle parole incise.

### Iscrizione

#### Traslitterazione in latino
A osfriþr : karþi : kum bl ' þaun oft : siktriku :
B sun (:) (s)in : oui : knubu

#### Trascrizione in norreno
A Asfriþr gærþi kumbl þøn æft Sigtryg,
B sun sin ok Gnupu.

#### Traduzione in italiano
A Ásfriðr costruì il memoriale per Sigtrygg
B suo figlio assieme a Gnupa

## DR 4
La DR 4 fu scoperta nel 1887 sui bastioni del palazzo di Gottorp. Prima di riconoscere il valore storico delle pietre runiche, esse venivano spesso usate quale materiale da costruzione per strade, mura ed edifici.

### Iscrizione

#### Traslitterazione in latino
A osfriþr ÷ karþi kubl ÷ þausi ÷ tutiR ÷ uþinkaurs ÷ oft ÷ siktriuk ÷ kunuk ÷
B ÷ sun ÷ sin ÷ ÷ auk ÷ knubu ÷
C kurmR (÷) raist (÷) run(a)(R) (÷)

#### Trascrizione in norreno
A Asfriþr gærþi kumbl þøsi, dottiR Oþinkors, æft Sigtryg kunung,
B sun sin ok Gnupu.
C GormR rest runaR.

#### Traduzione in italiano
A Ásfriðr fece il memoriale, la figlia di Odinkar, per re Sigtrygg,
B suo figlio assieme a Gnupa.
C Gorm incise le rune.